# Agnieszka Kłos
Agnieszka Kłos – polska pisarka, krytyczka sztuki, kuratorka, fotografka.

## Życiorys
Urodzona w Poznaniu w latach 70. XX w., studiowała (na Wydziale Filologicznym Uniwersytetu Wrocławskiego i na Wydziale Historii Sztuki tegoż uniwersytetu) historię sztuki i fotografię artystyczną. Adiunkt na Akademii Sztuk Pięknych we Wrocławiu, współzałożycielka Katedry Mediacji Sztuki, kierowniczka podyplomowych studiów Mediacji Sztuki Współczesnej. Jest również kuratorką międzynarodowych wystaw, fotografką, krytykiem sztuki zrzeszonym w AICA. Dwukrotna stypendystka Ministra Kultury i Dziedzictwa Narodowego z dziedziny literatury i teatru, dwukrotna stypendystka prezydenta Wrocławia z dziedziny literatury, doktorantka Centrum Studiów Niemieckich i Europejskich im. Willy’ego Brandta Uniwersytetu Wrocławskiego oraz prof. Ewy Domańskiej na Uniwersytecie im. Adama Mickiewicza w Poznaniu. Od stycznia 2018 r. doktor nauk historycznych na podstawie obronionej w Instytucie Historii Uniwersytetu Wrocławskiego pod kierunkiem prof. Domańskiej oraz prof. Krzysztofa Ruchniewicza (dyrektora CSNiE im. Willy`ego Brandta UWr) pracy zatytułowanej „Witalność martwych przestrzeni Auschwitz-Birkenau”. Redaktorka pisma kulturalnego „Rita Baum”, wice prezes Stowarzyszenia Kulturalno - Artystycznego "Rita Baum". Kuratorka i współzałożycielka Mieszkania Gepperta. Jej opowiadania zostały przetłumaczone na język serbski, niemiecki i angielski. Jej zbiór opowiadań Gry w Birkenau (2015) został w 2016 roku nominowany do Nagrody Literackiej im. Witolda Gombrowicza, tom Wyższa czułość (2020) został zgłoszony do Paszportów Polityki Laureatka pierwszej edycji rezydencji w mieszkaniu Wisławy Szymborskiej, gdzie powstała książka Ciało poetyckie.
Prowadzi badania w nurcie historii środowiskowej Zagłady, ze szczególnym uwzględnieniem historii byłego obozu KL Auschwitz - Birkenau. Autorka pierwszych w Polsce publikacji poświęconych historii orkiestry kobiecej w KL Auschwitz-Birkenau. Współorganizatorka międzynarodowego seminarium badawczego Los kobiet w KL Auschwitz-Birkenau w Państwowym Muzeum Auschwitz-Birkenau oraz Międzynarodowym Domu Spotkań Młodzieży w Oświęcimiu; prowadzi wykłady poświęcone artystycznym strategiom przetrwania w obozie.
Jest autorką koncepcji zielonej macewy – metafory nieformalnego, biologicznego upamiętnienia ofiar Zagłady przez roślinność wyrastającą na terenach byłych obozów, gett i miejsc egzekucji. Rośliny stają się świadkami pamięci wbrew instytucjonalnemu zapomnieniu.
Aktywnie współtworzy życie kulturalne Wrocławia, gdzie mieszka. Pomysłodawczyni i kuratorka projektu historycznego „Breslau cv” oraz pierwszej w Polsce akcji czytelniczej skierowanej do osadzonych w zakładach karnych „Książka za kraty” (2004), dzięki której w książki zaopatrzone zostały zakłady w Rawiczu, Wołowie i Wrocławiu. 

## Twórczość
- Całkowity koszt wszystkiego (2008)
- Antologia współczesnych polskich opowiadań (antologia; wraz z Krystyną Sakowicz, Arturem Danielem Liskowackim, Grzegorzem Strumykiem i innymi, 2011)
- Antologia współczesnych polskich opowiadań (antologia; wraz z Olgierdem Kajakiem, Joanną Lech, Piotrem Michałowskim i innymi, 2014)
- Gry w Birkenau (2015)
- Wyższa czułość (2020)
- Ciało poetyckie (2022)
- Las zaginionych ludzi (2023)
- Przestrzenie Birkenau (2024)